# Brany
Brany (ukrainisch Брани; russisch Браны, polnisch Brany) ist ein Dorf in der Westukraine mit etwa 600 Einwohnern (2021).
Der Ort liegt südlich des Flusses Lypa (Липа) im Rajon Luzk der Oblast Wolyn, etwa 10 Kilometer südlich der ehemaligen Rajonshauptstadt Horochiw und 55 Kilometer südwestlich der Oblasthauptstadt Luzk.

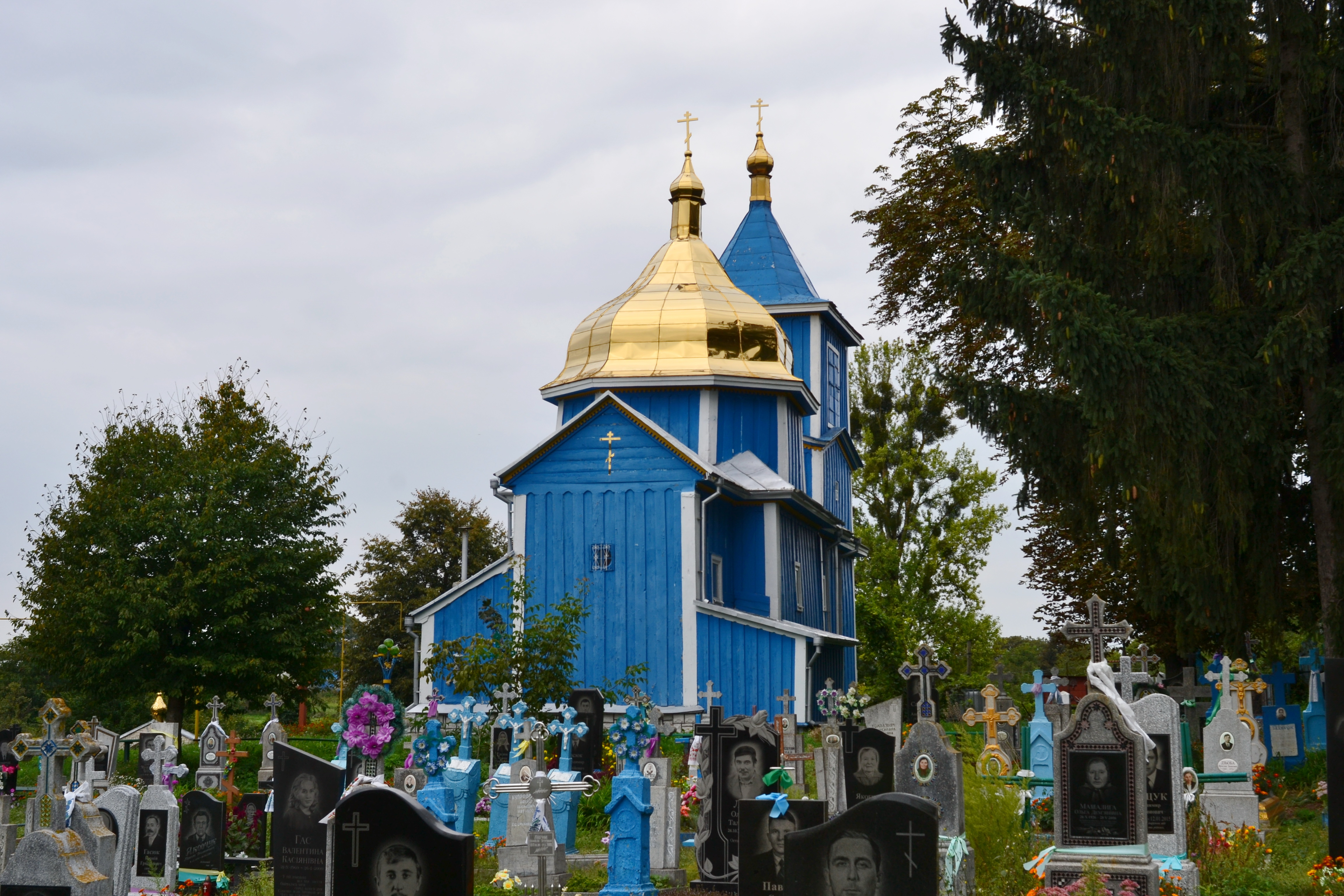
Kirche im Ort

Am 12. April 2019 wurde das Dorf ein Teil der neugegründeten Siedlungsgemeinde Marjaniwka. Bis dahin bildete das Dorf zusammen mit den Dörfern Boryskowytschi (Борисковичі) und Dowhiw (Довгів) die gleichnamige Landratsgemeinde im Rajon Horochiw.
Am 17. Juli 2020 wurde der Ort Teil des Rajons Luzk.

## Geschichte
Der Ort wird 1540 zum ersten Mal schriftlich erwähnt und gehörte bis 1793 zur Woiwodschaft Wolhynien in der Adelsrepublik Polen-Litauen. Mit den Teilungen Polens fiel der Ort an das Russische Reich und lag dort bis zum Ende des Ersten Weltkriegs im Gouvernement Wolhynien.
Nach dem Ersten Weltkrieg kam der Ort zu Polen (in die Woiwodschaft Wolhynien, Powiat Horochów, Gmina Brany). Im Zweiten Weltkrieg wurde er zwischen 1939 und 1941 von der Sowjetunion besetzt. Nach dem Überfall auf die Sowjetunion im Juni 1941 wurde er bis 1944 von Deutschland besetzt, dies gliederte den Ort in das Reichskommissariat Ukraine in den Generalbezirk Brest-Litowsk/Wolhynien-Podolien, Kreisgebiet Gorochow.
Nach dem Krieg wurde der Ort der Sowjetunion zugeschlagen. Dort kam das Dorf zur Ukrainischen SSR und seit 1991 ist es ein Teil der unabhängigen Ukraine.
1928 wurde südlich des Ortes eine Haltestelle an der Bahnstrecke Lwiw–Kiwerzi eröffnet.